# Hochberg (família)
Hochberg (títol complet: Fürst von Pleß, Reichsgraf von Hochberg, Freiherr zu Fürstenstein) és un llinatge que va arribar a la regió de Silèsia des de Meissen a finals del segle XIII. És mencionat en documents silesians des de l'any 1290. Fins al segle XVII, el nom s'escrivia von Hoberg. Al segle xv, la família es va dividir en diverses branques: una línia noble amb residència a Dobrocin, prop de Dzierżoniów, una línia ja extinta de barons amb residència a Buczynka, prop de Lubin, una línia comtal amb seu a Książ, Wałbrzych i Roztoka, prop de Jawor. De la línia comtal es va formar la branca ducal amb residència a Książ i Pszczyna.

## Història
Hans Heinrich VI de Książ i Mieroszów, fill de Hans Heinrich V (1741–1782), es va casar el 20 de maig de 1791 amb la princesa Anna Emília von Anhalt-Coethen-Pless (morta l'1 de novembre de 1830). El seu fill, el duc Hans Heinrich X (nascut el 2 de desembre de 1806), va heretar el ducat de Pszczyna dels Ascanians. Casat amb Otília Filipina von Stechow, va fundar la branca dels Hochberg de Pszczyna (Hochberg von Pless).
El 1850, el rei de Prússia va concedir a Hans Heinrich X el títol hereditari en primogenitura de príncep von Pless, que es va transferir al fill gran, Hans Heinrich XI (nascut el 1833), qui va governar des de 1855 fins a la seva mort el 1907. En el 50è aniversari del seu govern, el 1905, va rebre el títol personal de duc; així, el seu títol complet era Fürst und Herzog von Pless. A més, exercia el càrrec de Gran Mestre de Caça de l’Imperi Alemany.
Després de Hans Heinrich XI, el seu successor va ser Hans Heinrich XV (Jan Henryk XV) (nascut el 1861, mort el 1938). Durant el seu mandat, el castell de Pszczyna va acollir el quarter general i la seu de l’estat major alemany durant la Primera Guerra Mundial, entre 1914 i 1917.
Després de Hans Heinrich XV, la família va estar encapçalada per Hans Heinrich XVII (mort el 1984) del 1938 al 1984, i posteriorment pel seu germà menor Alexander (mort el 1984), qui va ocupar el càrrec durant menys d’un mes.
Gairebé tots els descendents dels Hochberg van portar, des del segle XVII, el nom de Hans Heinrich, per la qual cosa es numeraven segons l’ordre de naixement, no segons el període de govern.
Actualment, el cap de la família és Peter Hochberg von Pless (nascut el 1956), cosí del darrer príncep de Pszczyna, Bolko VI von Hochberg (mort el 2022).